# Jane Bathori
Jane Bathori, eigentlich Jeanne-Marie Berthier (* 14. Juni 1877 in Paris; † 25. Januar 1970 ebenda) war eine französische Opernsängerin (Sopran).

## Leben
Bathori begann eine Ausbildung als Konzertpianistin bei Hortense Parent, wechselte dann aber zum Gesang. Sie debütierte 1898 am Théâtre de la Bodinière mit Liedern nach Paul Verlaine von Reynaldo Hahn. Mit diesem verband sie eine enge Freundschaft, und sie sang mehrere Erstaufführungen seiner Kompositionen. Im selben Jahr trat sie bei den Concerts du Conservatoire in Mendelssohns Sommernachtstraum auf. Im Folgejahr sang sie bei den Concerts du Conservatoire in Gabriel Faurés La Naissance de Vénus und Camille Saint-Saëns’ Messe de Requiem sowie bei Konzerten im Salle Playel Werke von Renée Eldèse, Pierre de Bréville, Alice Sauvrezis, Charles Silver, Florent Schmitt, Ernest Chausson und Charles de Granval. In der Saison 1899–1900 debütierte sie in Nantes als Opernsängerin.
Nach der Jahrhundertwende nahm sie Unterricht bei dem Sänger Emile Engel, den sie 1905 heiratete. 1902 trat sie am Teatro alla Scala neben Amelia Pinto, Enrico Caruso, Giovanni Gravina und Mario Sammarco und unter Leitung von Arturo Toscanini in der Uraufführung von Alberto Franchettis Germania auf. 1905 debütierte sie in London mit Liedern von Albert Roussel, im selben Jahr gab sie mit Alfred Cortot in Paris einen Liederabend mit Liedern von Roussel.
1906 sang sie bei der Société Nationale die Uraufführung von Maurice Ravels Histoires naturelles, 1908 bei den Concerts Colonne die französische Premiere von Gabriel Piernés Croisade des Enfants (mit Auguez de Montalant, Charlotte Mellot-Joubert, Catherine Mastio, Emile Cazeneuve und dem Schauspieler Léon Brémont), 1910 am Théâtre des Annales Claude Debussys Promenoir des deux amants und 1913 bei der Société Nationale Indépendante Maurice Ravels Trois Poèmes de Mallarmé. Während des Ersten Weltkrieges leitete sie in Vertretung von Jacques Copeau das Théâtre du Vieux Colombiers, wo sie 1918 Hahns Pastorale de Noël (unter Leitung von Walter Straram) aufführte. 1919 sang sie die Uraufführung von Eric Saties symphonischem Drama Socrate.
Im Jahr 1926 reiste sie erstmals nach Argentinien. Am Teatro Colón sang sie 1933 die Concepción in Ravels L’Heure espagnole. Während des Zweiten Weltkrieges lebte und arbeitete sie in Buenos Aires. Nach dem Krieg kehrte sie nach Frankreich zurück und wirkte dort als Gesangslehrerin.